# Cardigan (Gales)
Cardigan (en galés: Aberteifi [abɛrˈtəivɪ]) es un pueblo galés en el suroeste del condado de Ceredigion. Fundado en 1100 por el normando Gilbert de Clare.

## Toponimia
Aberteifi está situado al lado del estuario (en galés: Aber) del río Teifi. Cardigan es un anglicismo del galés Ceredigion, la tierra de Ceredig, un nombre del siglo V.

## Ciudad hermanada
- Trevelin - Argentina.

En junio de 2005, la ciudad de Cardigan se hermanó con la localidad de Trevelin, provincia del Chubut, uno de los sitios de la colonización galesa en Argentina.